# Кокотаури
Кокотаури (груз. კოკოტაური) — село в Кедском муниципалитете Грузии.

## География
Село находится на левом берегу реки Аджарисцкали, на расстоянии в 17 километрах от посёлка городского типа Кеда, административного центра муниципалитета. Абсолютная высота — 450 метров над уровнем моря.

## Население
По результатам переписи населения 2014 года, в селе проживает 545 человек.
| Год  | Население | Мужчины | Женщины |
| ---- | --------- | ------- | ------- |
| 2002 | 650       | 315     | 335     |
| 2012 | ↘545      | 282     | 263     |